# Fifehead Neville
Fifehead Neville är en civil parish i Storbritannien.   Den ligger i kommunen Dorset och riksdelen England, i den södra delen av landet, 170 km väster om huvudstaden London. Antalet invånare är 147.